# بث دیتو
ماری بث پترسون (به انگلیسی: Mary Beth Patterson) با نام هنری بث دیتو (به انگلیسی: Beth Ditto) (زادهٔ ۱۹ فوریهٔ ۱۹۸۱) خواننده و آهنگساز آمریکایی است که بیشتر برای فعالیت در گروه ایندی راک گاسیپ شناخته می‌شود.

## زندگی شخصی
دیتو که خود همجنس‌گراست، همواره از حقوق دگرباشان و زنان دفاع کرده است. او از سیندی لاپر و بوی جرج به عنوان دو الگوی خود یاد می‌کند.